# 冷戰時期的美國坦克

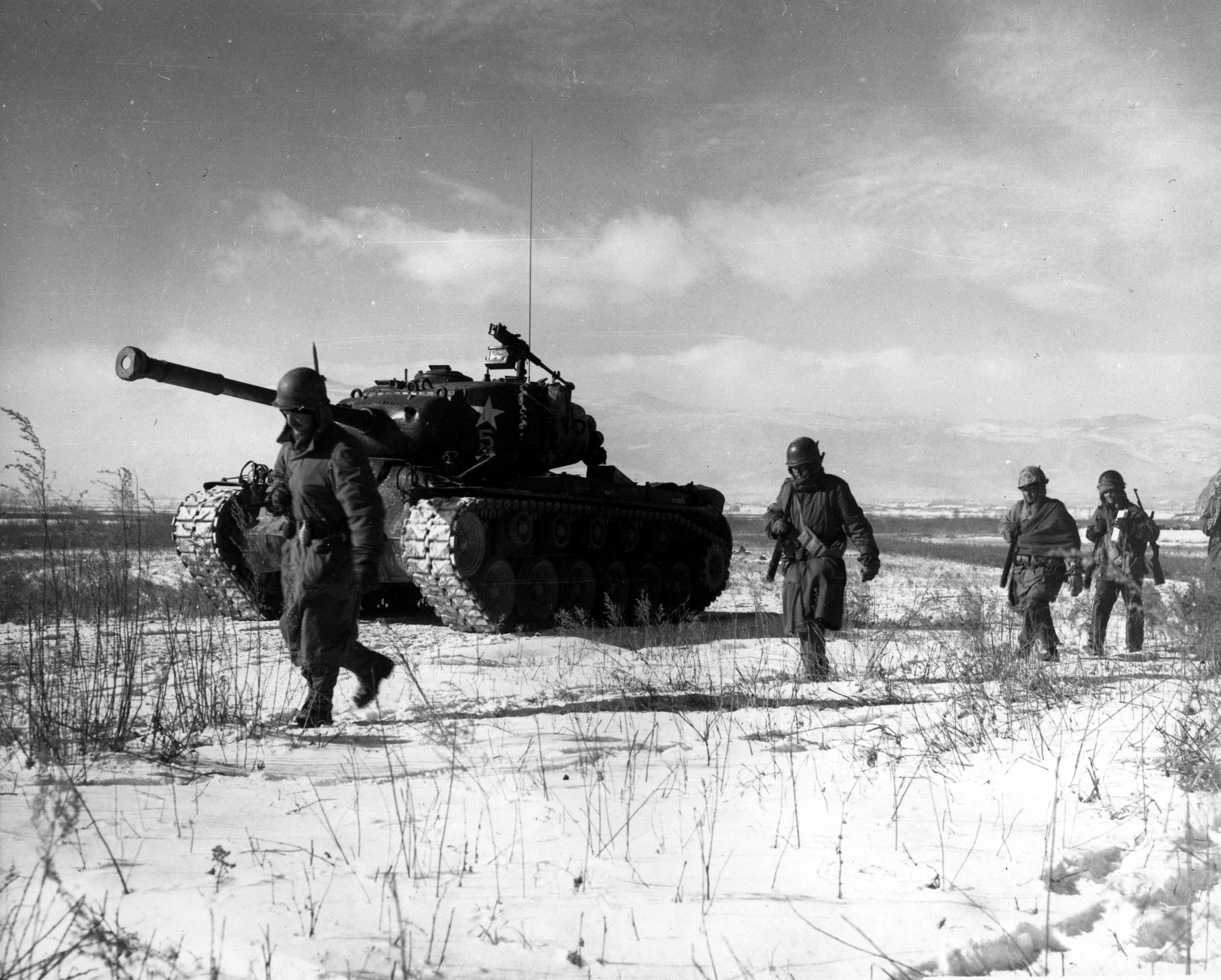
美国海军陆战队在长津湖战役中的M46巴頓坦克。

這篇文章主要描述第二次世界大战結束後至冷战時期美国坦克的歷史和發展。

## 輕型戰車

### M24霞飛坦克

#### 朝鮮戰爭

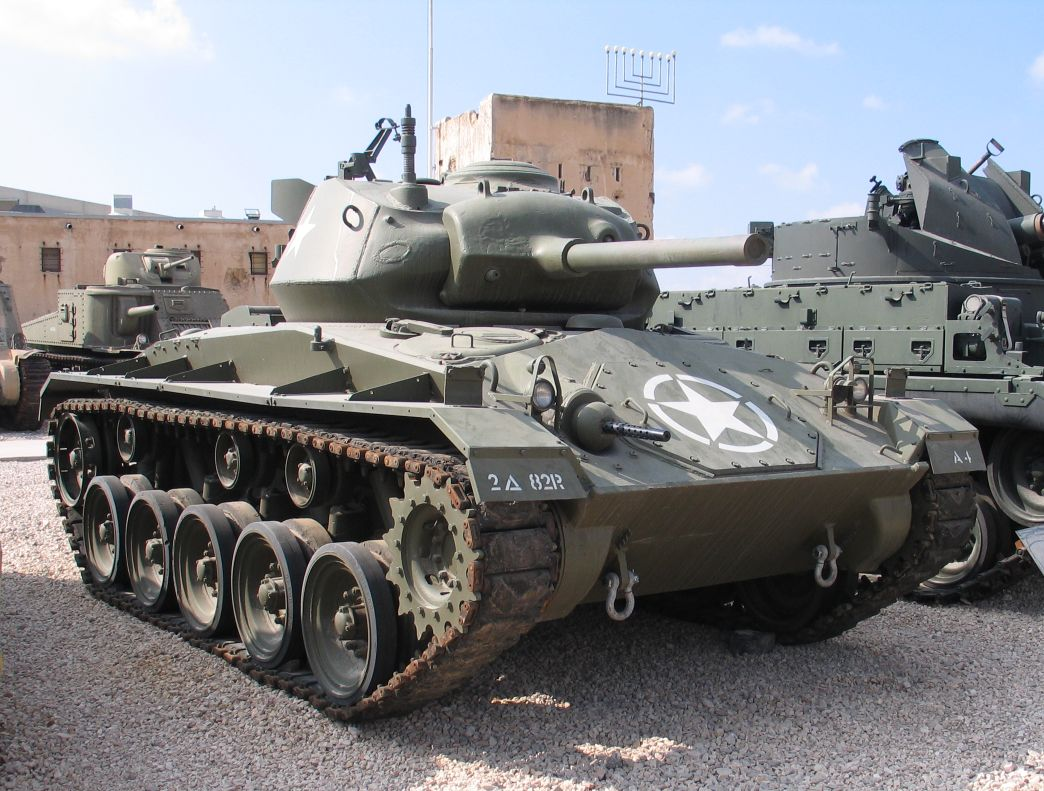
M24霞飛坦克

M24霞飛坦克是美国在朝鲜战争中派出的首台坦克，它首次攻擊的目標是北朝鮮的T-34-85。然而，M24並不足以應付裝備相對較好的T-34-85。當戰爭於1950年6月開始時，位於日本的四個美國步兵部隊並沒有任何中型坦克，每個步兵部隊只配級一個可用的坦克連（坦克連僅配備M24霞飛坦克）。當他們於1950年6月底抵達朝鮮時，他們就發現M24霞飛坦克上的75毫米炮並不能有效地穿透北朝鮮T-34坦克的裝甲。相反，北朝鮮T-34坦克卻輕易穿透霞飛坦克薄弱的裝甲。M24霞飛坦克在戰爭中後期被編制用作偵察用途。被其他坦克，如M4，M26和M46等取代原來主戰位置。

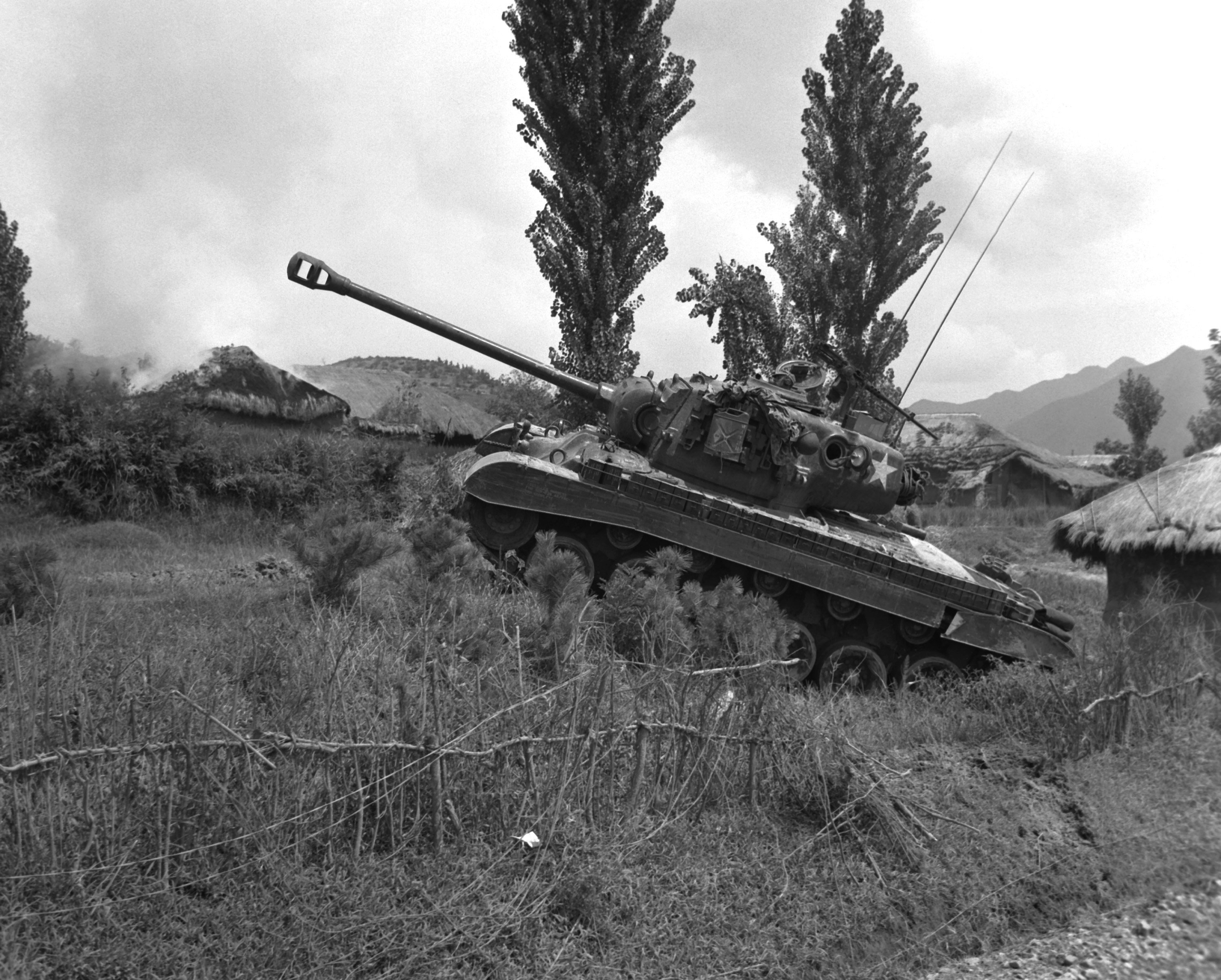
1950年美国海军陆战队在朝鮮作戰的M26潘興坦克。

### M41華克猛犬輕型坦克

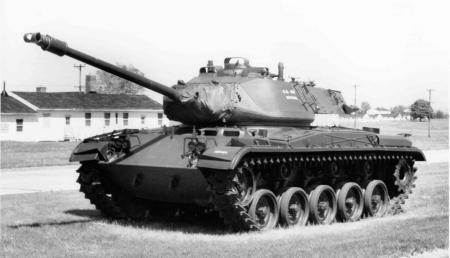
M41華克猛犬

1947年，代號T37的新型坦克開始研發，以取代M24霞飛坦克。在T37設計方案中，它有着嶄新可透風設計，以及換上先進的76毫米炮，能够提供較強的火力。在1949年，隨著一個新一代測距儀的技術誕生，新式型號的項目被重新命名為M41。M41於1951年在克利夫蘭坦克工廠（Cadillac's Cleveland Tank Plant）開始生產。到了1953年，M41完全取代了美國陸軍中的M24。後來，M41被正式命名為M41華克猛犬。
M41擁有高機動性、裝備精良的優勢，然而，噪音問題卻十分嚴重，此外，燃料和重量令空中補給造成很大問題。

#### 朝鮮戰爭
從M41華克猛犬可以看出，美國陸軍在朝鮮戰爭中戰鬥有限。在大多數情況下，坦克以及裝備需要進行長久的性能測試，特別是M41新型的測距儀。然而，配備新型測距儀T-41的M41華克猛犬，在首次運行測試之前已被命令前往戰場。當中最大的原因是因為M-24不敵於朝鮮人的坦克而急須支援。
到了1961年，150架用M41送予日本自卫队為61型中型坦克進行改良和補充。

### T92輕型坦克
T92輕型坦克於50年代由Aircraft Armaments研發。它是一款比M41華克猛犬更重的空投坦克。
它擁有一門76毫米的主砲，和一個由四人操作半自動裝載系統的砲塔。
對蘇聯輕型PT-76兩棲坦克的參考研究使新坦克增加了需具備棲水功能的要求，然而T-92的設計卻不能改動至加入此功能，因此美軍從未使用過T-92。